# Nicholas C. Mullins
Nicholas Creed Mullins (* 1939 in Boise, Idaho; † 6. Juli 1988 in Baltimore, Maryland) war ein US-amerikanischer Soziologe.

## Leben
Nicholas C. Mullins studierte Soziologie an der Cornell University und erwarb 1967 den Ph.D. am Department of Social Relations der Harvard University. Er lehrte an der Vanderbilt University, am Dartmouth College und an der Indiana University und wurde 1984 Professor an der Virginia Tech (Virginia Polytechnic Institute and State University).
Mullins wissenschaftliche Tätigkeit umfasste die Wissenschaftssoziologie (speziell die Analyse informeller Kommunikation von Wissenschaftlergruppen), die soziologische Theorie (Netzwerkanalyse als Alternative traditioneller soziologischer Techniken) sowie die Anwendung von Computern in den Sozialwissenschaften.
Mullins war von 1984 bis 1985 Präsident der Society for Social Studies of Science (4S).

## Ehrungen
Von der Society for Social Studies of Science wird jährlich der Nicholas C. Mullins Award für eine herausragende Leistung eines Graduate Student auf dem Gebiet der Wissenschafts- und Technikforschung (Science and Technology Studies) vergeben.

## Werke (Auswahl)
- The art of theory: construction and use, New York: Harper & Row, 1971 ISBN 9780060446420
- mit Carolyn J. Mullins: Theories and theory groups in contemporary American sociology, New York: Harper & Row, 1973 ISBN 9780060446499
- Social networks among biological scientists, North Stratford: Ayer Company Publ., 1980 ISBN 9780405129834